# Wojciech Bąkowski
Wojciech Bąkowski (ur. 1979 w Poznaniu) – polski grafik, twórca rysunków, performance, eksperymentalnych filmów animowanych, muzyki alternatywnej, poeta. Jako artysta używa też zdrobniałej formy swojego imienia – Wojtek oraz posługuje się pseudonimem artystycznym WuEsBe.

## Wykształcenie i związki artystyczne
Jest absolwentem Akademii Sztuk Pięknych w Poznaniu. W 2005 r. uzyskał dyplom w zakresie audioperformance w pracowni prof. Leszka Knaflewskiego oraz animacji w pracowni prof. Hieronima Neumana. W 2004 r. założył grupę muzyczną „KOT”, w której pisze wszystkie teksty i muzykę. Jest też liderem zespołów muzycznych „Czykita”, „Niwea” i „Gerda" oraz członkiem stowarzyszenia PINKPUNK. W 2007 r. wspólnie z Radosławem Szlagą, Tomaszem Mrozem, Konradem Smoleńskim i Piotrem Bosackim utworzył grupę artystyczną Penerstwo.
W filmie fabularnym z 2017 Serce miłości (reż. Łukasz Ronduda) jego postać zagrał Jacek Poniedziałek, a malarkę, poetkę, performerkę Zuzannę Bartoszek – Justyna Wasilewska.

## Twórczość plastyczna
Cechą charakterystyczną jego rysunków i filmów jest celowe ubóstwo środków wyrazu. Rysunki wykonuje przeważnie długopisem na taśmie filmowej. Towarzyszą im lapidarne komentarze, również pisane odręcznie niebieskim długopisem, opisujące prozaiczne fakty z życia osiedla mieszkaniowego, równie ważne co strona graficzna. W pracach Bąkowskiego widać fascynację banalnymi faktami i przedmiotami, a także miejskim „penerstwem” (tj. marginesem społecznym w gwarze poznańskiej), w czym zdradza podobieństwo do twórczości Mirona Białoszewskiego.
Pierwszą jego indywidualną wystawą była prezentacja rysunków i filmów animowanych zatytułowana „Idziesz ze mną? Gdzie? W dupę ciemną” w 2008 r. w warszawskiej galerii Leto, powtórzona w poznańskiej Galerii Miejskiej Arsenał.
W 2009 r. zdobył nagrodę „Spojrzenia” Fundacji Deutsche Bank, jako najbardziej interesujący artysta młodej polskiej sceny artystycznej ostatnich dwóch lat. Na konkursową wystawę „Spojrzenia” w warszawskiej Zachęcie przygotował wspólny film z Anną Molską, również nominowaną do tej nagrody.
W tym samym roku jego prace stanowiły część wystawy zbiorowej pt. „The Generational: Younger Than Jesus” w nowojorskim New Museum oraz został uhonorowany Medalem Młodej Sztuki.
W 2010 r. otrzymał nagrodę – Paszport „Polityki” za sztukę będącą oryginalnym połączeniem brutalności i liryzmu, za nadanie nowego, ciekawego sensu pojęciu „artysta multimedialny”.

## Twórczość muzyczna
Zespół „Kot”, którego jest założycielem, liderem i wokalistą, prezentuje muzykę alternatywną, połączoną z poezją i audioperformance. Cechą charakterystyczną zespołu jest posługiwanie się magnetofonami kasetowymi, których muzycy używają jak instrumentów. Rytmiczna melorecytacja wokalisty do akompaniamentu magnetofonów pozwala zaklasyfikować ten rodzaj muzyki do postrapu.